# Anjouan

Flagge der Insel seit 2012

Alte Flagge der Insel bis 2012

Anjouan (komorisch Ndzuwani) ist eine der drei Hauptinseln der Republik der Komoren. Sie ist 424 km² groß und hat etwa 240.000 Einwohner. Sie bildet eine autonome Teilrepublik. Die Hauptstadt dieser Insel ist Mutsamudu. Bemerkenswert ist, dass an den Meeresabhängen der Insel Quastenflosser leben. Eine wichtige Verkehrsanbindung bietet der Flughafen Ouani.
In alter Literatur findet man für diese Insel auch die Namen: Johanna, Hinzuan oder Zuani.

## Geschichte
Die ersten bekannten Bewohner der Insel kamen aus Indonesien und Polynesien auf die Komoren. Etwa um das Jahr 1500 wurde das Sultanat Ndzuwani gegründet. Dabei handelte es sich um das mächtigste Sultanat der Komoren. 1816 bat Sultan Alawi bin Husein die Franzosen um Unterstützung gegen das Sultanat Sansibar, welches sein Gebiet bedrohte.
Von Mitte der 1830er bis in die 1880er Jahre suchten amerikanische Walfänger Anjouan auf, um sich in Mutsamudu für die Jagd auf Pottwale in den umliegenden Seegebieten zu verproviantieren. Manche Männer von der Insel fanden auf den Schiffen Beschäftigung als Saisonarbeiter. Die wechselnden Sultane suchten über den Handel mit den Walfängern nicht nur ihre Machtposition nach innen zu festigen, sondern auch Beziehungen zu den Vereinigten Staaten aufzubauen, um die Abhängigkeit von der informellen Kolonialmacht Großbritannien zu verringern. Diese Bestrebungen erlitten 1851 einen Rückschlag, als die US Navy auf die kurzzeitige Inhaftierung eines amerikanischen Kapitäns mit einem Angriff auf Mutsamudu reagierte und Sultan Salim so zur Zahlung einer Entschädigung zwang. Bei der Beschießung der Stadt handelte es sich um die erste Militäroperation der Vereinigten Staaten im Indischen Ozean.

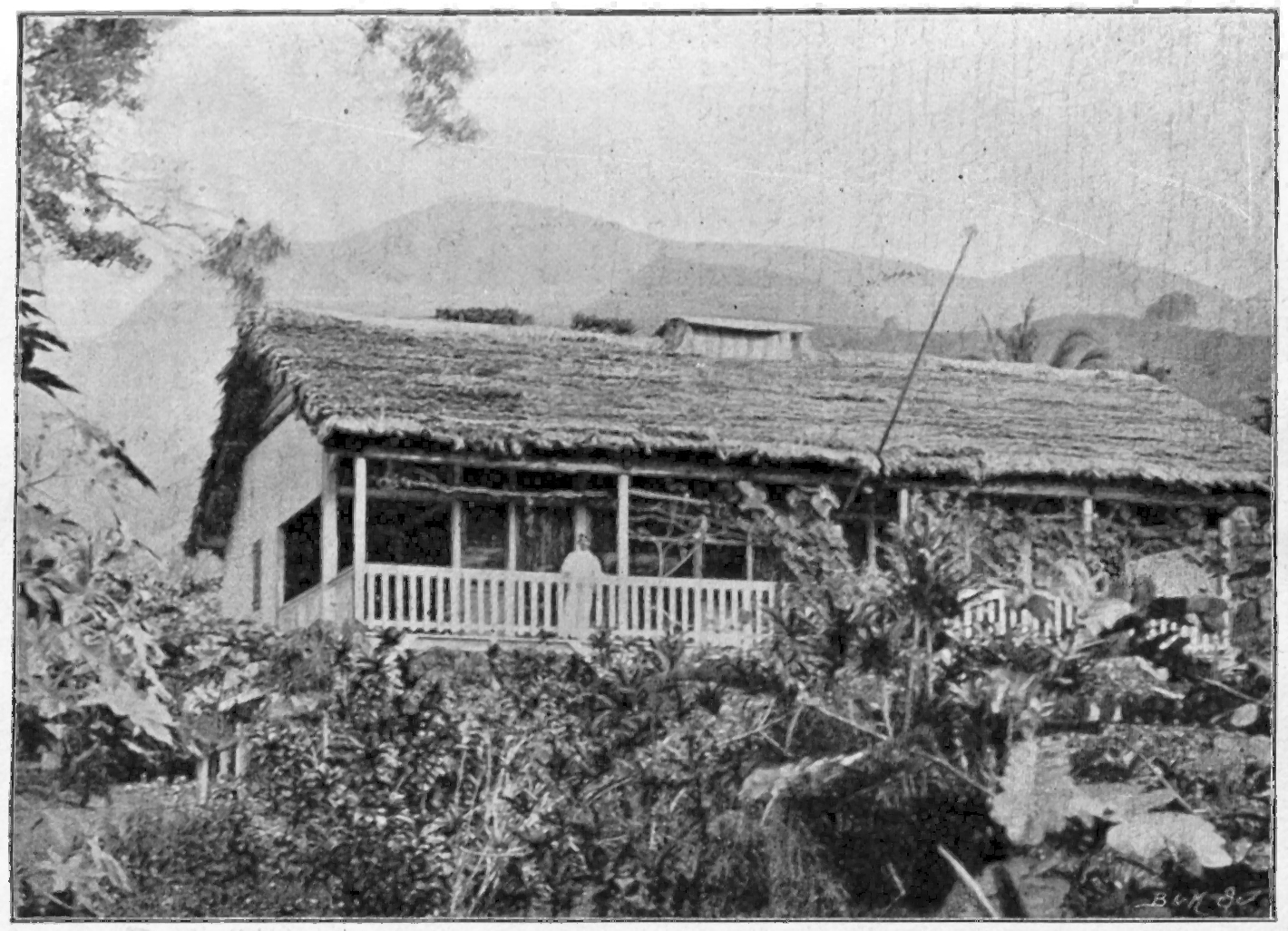
Die französische Residentur in Anjouan, 1900.

Schließlich wurde die Insel 1866 französisches Schutzgebiet. 1912 erfolgte die formelle Annektierung.
In der Folgezeit gehörte Anjouan zur französischen Kolonie Madagaskar. Nach dem Zweiten Weltkrieg wurden die Komoren ein eigenständiges Überseegebiet und im Jahr 1975, als sich die Komoren für von Frankreich unabhängig erklärten, trat Anjouan dem neuen Staat bei.
1997 erklärten die Inseln Anjouan und Mohéli ihre Unabhängigkeit von den Komoren. Der umgehende Versuch der Regierung, mit Waffengewalt wieder Kontrolle über die abtrünnigen Inseln zu gewinnen, scheiterte ebenso wie der Versuch Anjouans, sich wieder Frankreich anzuschließen.
Im Jahre 2001 kam es zu einer Verfassungsreform, aufgrund der Anjouan wieder den Komoren beigetreten ist. Bei Wahlen im Jahr 2002 wurde Mohamed Bacar, der im Jahr davor durch einen Putsch die Macht auf Anjouan ergriffen hatte, zum Präsidenten der autonomen Insel gewählt. Seine Amtszeit lief im April 2007 ab. Da die Wahlen erst für den 10. Juni 2007 angesetzt waren, setzte das Verfassungsgericht der Komoren einen kommissarischen Präsidenten ein, der von Bacars Gefolgsleuten aus dem Amt verjagt wurde. Die Zentralregierung verschob die Wahl aufgrund mangelhafter Bedingungen für deren Abhaltung um eine Woche. Bacar ließ am ursprünglichen Wahltag wählen und erreichte 90 % der abgegebenen Stimmen. Seine Wahl wurde von der komorischen Bundesregierung nicht anerkannt.
Am 25. März 2008 wurde die Insel durch eine Invasion der komorischen Armee mit Hilfe der Afrikanischen Union unter Beteiligung Tansanias, Senegals, des Sudan und Libyens mit logistischer Unterstützung Frankreichs eingenommen. Bacar flüchtete auf die französische Insel Mayotte und bat dort um politisches Asyl. Von Frankreich wurde er auf die Insel Réunion gebracht und dort wegen illegalen Grenzübertritts angeklagt. Die komorische Regierung fordert dagegen die Auslieferung Bacars.
Mit Verordnung (EG) Nr. 243/2008 vom 17. März 2008 hat die Europäische Kommission restriktive Maßnahmen gegen die Angehörigen der ehemaligen Regierung Bacar eingeführt. Unter anderem wurden sämtliche Gelder und wirtschaftliche Ressourcen von Mohamed Bacar, Jaffar Salim, Mohamed Abdou Madi, Ali Mchindra, Houmadi Souf, Rehema Boinali, Dhoihirou Halidi und Abdou Bacar eingefroren. Dazu zählen auch Gelder und Zahlungen der bzw. an von diesen Personen kontrollierte Einrichtungen, Unternehmen und sonstige juristische Personen. Sämtliche Zahlungen oder die Bereitstellung wirtschaftlicher Ressourcen sind genehmigungsbedürftig. Verstöße gegen diese Verordnung sind in der Bundesrepublik Deutschland gemäß § 34 Abs. 4 Nr. 2 Außenwirtschaftsgesetz strafbewehrt.

## Bekannte Personen
- Ahmed Abdallah (1919–1989), der spätere Präsident der Komoren
- Ahmed Abdallah Mohamed Sambi (* 1958), seit 2006 Präsident der Komoren
- Mohamed Bacar (* 1962), abgesetzter Präsident der Autonomen Insel Anjouan.
- Andy Barat (* 1996), französisch-komorischer Kanute